# 6年目スタート!
『6年目スタート!』（6ねんめスタート）は、2011年8月31日に発売されたTHE ポッシボーのミニ・アルバム。

## 解説
6年目始動を記念してリリースされたミニ・アルバム。THE ポッシボーの楽曲をメンバーそれぞれがソロ・カバーした5曲と、新曲「I love you 私の君」の全6曲を収録。
「I love you 私の君」は、任天堂より発売されたWii音楽ゲーム「みんなのリズム天国」に使用された。

## 収録曲
1. I love you 私の君 / THE ポッシボー
作詞・作曲：つんく、編曲：田中直
2. 旅の真ん中 / 後藤夕貴
作詞・作曲：つんく、編曲：高橋諭一
3. サヨウナラなんて / 岡田ロビン翔子
作詞・作曲：つんく、編曲：田中直
4. 卒業式〜大人になる1ページ〜 / 橋本愛奈
作詞：つんく、作曲：はたけ、編曲：上杉洋史
5. Dream More Dreams! / 諸塚香奈実
作詞・作曲：つんく、編曲：鈴木Daichi秀行
6. 初恋のカケラ / 秋山ゆりか
作詞・作曲：つんく、編曲：高橋諭一